# Camblain-l'Abbé

Camblain-l'Abbé este o comună în departamentul Pas-de-Calais, Franța. În 1 ianuarie 2022 avea o populație de 681 de locuitori.